# 島本真衣
島本 真衣（しまもと まい、1983年12月11日 - ）は、テレビ朝日のアナウンサー。

## 来歴・人物
父は、和歌山県立箕島高等学校時代、エースで四番打者として甲子園大会に出場し、後に南海ホークスや近鉄バファローズに在籍した元プロ野球選手の島本講平。叔父は、読売ジャイアンツや近鉄バファローズでプレーした元プロ野球選手の島本啓次郎。兄はフジテレビ社員でバラエティ番組の企画・制作などを担当した島本講太。
身長159cm。趣味は音楽鑑賞・スポーツで、特にゴルフは2017年にはホールインワンを達成しているほどの腕前である。フランス語検定2級を所持している。
恵泉女学園高等学校、学習院大学文学部卒業後の2006年に入社した。同期のアナウンサーは加藤泰平。高校時代はチアリーディング部に所属した。大学時代はテレビ朝日アスクやフジテレビアナウンススクールに通い、BSフジのニュースキャスターをしていた。
研修後は『速報!甲子園への道』を担当し、その後は甲子園に赴き第88回全国高校野球選手権大会中継でアルプスレポーターを2回戦まで担当した（3回戦以降は中村昭治が引き継いだ）。帰京後はパンパシフィック水泳選手権中継のスタジオを担当した。
2006年の年末には幕張メッセで開催した第15回『ミュージックステーションスーパーライブ2006』の新人アナウンサー恒例の前説を21世紀突入後女性として初めて担当し、翌2007年の第16回『テレビ朝日開局50周年記念特別番組
ミュージックステーション スーパーライブ2007』でも同じ前説を担当した。
2013年10月2日、自民党衆議院議員の小倉將信との婚約が報道され11月に結婚したが、2015年4月29日に離婚したことが公表された。
2019年6月から、Angeという名前の犬を飼っている。平日朝レギュラー出演している情報番組『グッド!モーニング』のブログで、愛犬の様子が紹介されている。
2024年4月、一般男性と再婚した。

## 出演・担当番組
報道・情報番組
| 期間                     | 期間                     | 番組名                        | 役職                                    | 備考 |
| ------------------------ | ------------------------ | ----------------------------- | --------------------------------------- | --- |
| 2006年10月               | 2007年3月                | やじうまプラス                | 土曜版天気予報担当                      | |
| 2007年4月                | 2009年3月                | やじうまプラス                | 平日第1部での総合司会                   | |
| 2008年11月15日           | 2008年11月15日           | 快盗!!シノビーナ              | ケンドーコバヤシの助手の肩書きにて出演  | |
| 2009年4月                | 2009年9月                | やじうまプラス                | 月～木曜日第1部でのMC                   | |
| 『やじうまプラス』降板後 | 『やじうまプラス』降板後 | スーパーJチャンネル           | 平日リポーター                          | 2009年12月30日・12月31日には小宮悦子・坪井直樹らの年末休暇に伴う代理キャスターとして出演                        |
| 2016年4月                | 2017年3月                | スーパーJチャンネル           | 土曜日サブキャスター                    | |
| 2013年10月2016年12月8日  | 2014年9月2022年3月       | グッド!モーニング             | ニュース担当兼『ANNニュース』キャスター | いずれも2020年4月8日から同年6月24日までの間は、新型コロナウイルス感染症対策を考慮し、月～水曜日の出演を見合わせ |
| 2013年10月               | 2015年3月                | みんなの疑問 ニュースなぜ太郎 | 進行アナウンサー                        | |
| 2019年4月                | 2024年12月               | 中居正広の土曜日な会          | 進行役                                  | |
| 2022年4月                | 現在                     | 大下容子ワイド!スクランブル   | 月・木曜日コーナー担当                  | |
| 2025年4月                | 現在                     | ワイド!スクランブル サタデー  | コーナー担当                            | |

バラエティ・スポーツ関連番組・その他
- 速報!甲子園への道（2006年度、関東地区差し替えパートのみ）
- 第88回全国高校野球選手権大会中継（朝日放送制作・2006年度、アルプスレポーター）
- パンパシ水泳ビクトリア2006（地上波放送版のスタジオ担当）
- 徳光&史朗の暴走おやじアナ（2006年度、「5代目・四の五の娘」）
- ミュージックステーションスーパーライブ（前説・2006年と2007年担当で21世紀初めての女性アナ）
- はい!テレビ朝日です（2006年11月 - 2008年9月）
- News Access 730・ヤン坊マー坊天気予報（BS朝日）
- 快盗!!シノビーナ（2008年11月15日）
- 福岡国際マラソン（九州朝日放送と共同制作、2006年・2007年はリポーター。2008年12月7日の第62回大会はインタビュアー）
- やぐちひとり（2007年10月 - 2009年9月）
- 愛のワンニャン大作戦（BS朝日、2008年10月 - 2009年5月）
- 水槽の楽園（CSテレ朝チャンネル） - 不定期での進行役
- たけスポ （2010年12月29日・2011年12月28日）
- クイズ ビンゴ★ライン（2011年5月1日）
- セレクションX
- マニュアル劇団（2011年10月 - 2012年3月）
- News Access（BS朝日）
- MOTTO!!（企業の紹介番組、聞き手）
- 東京サイト （ナレーション、2015年4月13日 - 2017年3月31日）
- 金曜★ロンドンハーツ（「チョイふるー1グランプリ」や「スポーツテスト」など不定期出演）
- イチから住 〜前略、移住しました〜 （ナレーション、2015年10月11日 - 2018年9月23日）
- 千原ジュニアのキング・オブ・ディベート（2016年9月25日 - 2018年9月23日、AbemaTV） - 進行[11]
- 旅サンデー・183村秘境旅〜こんな田舎がアルか否か!?〜（ナレーション、2018年4月15日 - 10月14日）
- 週刊おかずのクッキング→おかずのクッキング（ナレーション）
- ANNスーパーJチャンネル（八木麻紗子の代理キャスター、2022年8月21日・2023年8月19日、20日・2024年8月31日、9月1日）

### テレビドラマ
- 警視庁捜査一課9係 season2 最終話（2007年6月20日） - 本人 役

- 名探偵の掟  （2009年5月22日） - アナウンサー 役
- 刑事110キロ 第7話（2013年6月6日）  - 看護師 役
- トットちゃん!（2017年） - 弘田三枝子
- 白い巨塔（2019年5月22日 - 26日） - アナウンサー 役[12]
- 仮面ライダーゼロワン 第1話・2話・4話・45話（2019年9月1日・8日・22日・2020年8月30日） - マギアナ 役[13][14]

### 映画
- 映画ドラえもん のび太のひみつ道具博物館（2013年） - お掃除ロボ・秘書役（声の出演）

### 学生時代
- BSフジNEWS（BSフジ）

## Voice （テレビ朝日アナウンサーによる舞台）
Voice6（2009年3月1日）
- 演劇『ヴィーナス・エスケープ』 可愛い系アナ役

## 関連人物
- 松尾由美子
- 新井恵理那
- 福田成美
- 中居正広
- 柳澤秀夫
- 古市憲寿
- 劇団ひとり
- 吹石一恵 - 父親が同じ元近鉄バファローズ選手
- 高垣善一
- 出水麻衣 - 他局だが同期、仲が良い